# ألين رينولدز
ألين رينولدز (بالإنجليزية: Allen Reynolds)‏ هو ملحن ومنتج أسطوانات أمريكي، ولد في 18 أغسطس 1938 في نورث ليتل روك في الولايات المتحدة.

## وصلات خارجية
- ألين رينولدز على موقع IMDb (الإنجليزية)
- ألين رينولدز على موقع ميوزك برينز (الإنجليزية)
- ألين رينولدز على موقع أول ميوزيك (الإنجليزية)
- ألين رينولدز على موقع ديسكوغز (الإنجليزية)
- ألين رينولدز على موقع قاعدة بيانات الفيلم (الإنجليزية)